# Portami con te (Gilda Giuliani)
Portami con te è un mini album di Gilda Giuliani pubblicato dalla casa discografica Ariston Records nel 1983.

## Tracce
LATO A
1. Portami con te (testo: Vito Pallavicini – musica: Gian Pietro Felisatti; edizioni musicali Ariston, Insieme)
2. Azzurro pallido (testo: Vito Pallavicini – musica: Pasquale Losito; edizioni musicali Ariston)

LATO B
1. Ti amo scandalosamente (testo: Vito Pallavicini – musica: Gian Pietro Felisatti; edizioni musicali Ariston, Insieme)
2. Libera di annegare (testo: Vito Pallavicini – musica: Alfredo Ferrari, Pasquale Losito; edizioni musicali Ariston)